# Methocha
Methocha (лат.) — род перепончатокрылых насекомых из семейства Thynnidae (ранее в Tiphiidae) подотряда жалоносных (Apocrita), чьи самки бескрылые и похожи на муравьёв.

## Распространение
Распространены по всему земному шару, кроме Австралии и Антарктиды. Неарктика (5 видов), Палеарктика (6), Неотропика (4), Афротропика (15), Мадагаскар (3), Ориентальная область (30).

## Описание
Самки бескрылые (усики 12-члениковые). Самцы крылатые (усики 13-члениковые) и почти вдвое крупнее самок.

## Биология
Личинки ос паразитируют на личинках жуков. Взрослые осы питаются нектаром.

## Классификация
Около 60 видов. Род относится к подсемейству Methochinae.
- Methocha Latreille 1804
  - Подрод Methocha Latreille, 1804
    - Methocha ichneumonides Latreille, 1805 (=Methocha articulata (Latreille, 1792)) — Палеарктика typus
    - Methocha sisala Nagy, 1968 — Румыния
    - Methocha latronum (Guichard, 1972) — Корсика (Франция)
    - Methocha californica Westwood, 1881 — Неарктика
    - Methocha formosa Krombein, 1954
    - Methocha impolita Krombein, 1958
    - Methocha stygia (Say, 1836)

  - Подрод Dryinopsis Brues, 1910
  - Подрод Andreus Ashmead, 1903

## Обычные виды
- Methocha ichneumonides Latreille, 1804